# Tour France
Tour France je mrakodrap o výšce 126 metrů nacházející se na předměstí Paříže ve čtvrti La Défense.
Tour France se nachází na břehu Seiny a je po Tour Défense 2000 nejvyšším bytovým domem v Île-de-France.